# Bataille d'Abrittus
La bataille d'Abrittus, ou bataille du forum Terebronii, oppose en juin 251 les troupes romaines de l'empereur Dèce et une fédération de tribus de Goths et de Scythes sous le commandement du roi goth Cniva, dans l'ancienne province romaine de Mésie inférieure, à proximité de l'actuelle ville de Razgrad en Bulgarie. Cette bataille est une grande défaite pour les Romains, l'empereur Dèce et son fils sont tués lors des combats.

## Historique

Invasions Goths en 250 et 251 et batailles contre les romains.

Vers la fin de la première moitié du IIIe siècle, les Goths font de multiples incursions dans le nord des provinces romaines de Dacie et de Mésie pour obliger l'empereur Philippe l'Arabe (Marcus Julius Philippus) à poursuivre le versement aux tribus Goths de la région des subsides annuels promis par l'empereur Maximin Ier le Thrace en 238.
En 250, les Goths, sous le commandement de Cniva, envahissent la Thrace et assiègent puis saccagent la ville de Philippopolis. L'empereur usurpateur Trajan Dèce, et son fils Herennius Etruscus, co-empereur avec son père, poursuivent les Goths et les attaquent.
L'affrontement décisif entre les Goths et les armées romaines a lieu en juin 251, dans des marais à proximité de la ville d'Abritus. Au cours de cette bataille, remportée par les Goths, l'armée de l'empereur est anéantie et Dèce et son fils Herennius sont tués. Dèce est alors le premier empereur romain à être tué dans une bataille contre des barbares.
Cette défaite est désastreuse pour l'Empire romain : la mort des empereurs provoque une instabilité politique à Rome et la perte de trois légions au cours de la bataille a permis d'autres incursions barbares dans la région au cours des deux décennies suivantes.

### Articles reliés
Guerre des Goths (248-253)